# Montcaret
Montcaret é uma comuna francesa na região administrativa da Nova Aquitânia, no departamento Dordonha. Estende-se por uma área de 17,17 km². Em 2010 a comuna tinha 1 487 habitantes (densidade: 86,6 hab./km²).